# Construction Time Again Tour
Die Construction Time Again Tour (auch bekannt als Construction Time Tour oder Construction Tour) war eine europaweite Tournee der der britischen Synthie-Pop-/Synth-Rock-Band Depeche Mode in den Jahren 1983 und 1984, auf der die Gruppe ihr drittes Studioalbum Construction Time Again (1983) vorstellte.

## Hintergrund
Die Tournee begann am 8. September 1983 in Hitchin und schloss am 2. Juni 1984 mit einem Auftritt beim SWF3 Open Air ’84 in Ludwigshafen. Die bis heute anhaltende Beliebtheit von Depeche Mode in Deutschland wurde bei dieser Tournee erstmals deutlich, da von insgesamt 48 Konzerten 14 auf deutschem Boden abgehalten wurden.
Die Construction Time Again Tour markierte auch zum ersten Mal den Einsatz von Samplern wie dem E-mu Emulator II, mit dem das damals neue Bandmitglied Alan Wilder bereits auf dem Album Construction Time Again die Samplingtechnik von Industrie- und Alltagsgeräuschen, die charakteristisch für Stücke wie Pipeline waren, eingeführt hatte.
Beim Abschlussauftritt der Tournee im Ludwigshafener Südweststadion, das im Rahmen des dortigen SWF3 Open Air ’84 stattfand, spielten Depeche Mode auch erstmals das damals aktuelle Stück People Are People, welches auf ihrem nächsten Studioalbum Some Great Reward erschien. Bei diesem Auftritt, bei dem Depeche Mode gemeinsam mit anderen Bands und Künstlern wie Gianna Nannini, Howard Jones und Joan Baez das Vorprogramm von Headliner Elton John bestritten, spielte die Band erstmals vor großem Publikum (ca. 40.000 Zuschauer.)

## Liveaufnahmen
Der Auftritt am 3. Februar 1984 in Birmingham wurde in der BBC-Fernsehreihe Oxford Radio Show gesendet und umfasst sechs komplette Songs. Ein offizieller Livemitschnitt ist bis heute nicht erschienen.

## Setlist

### Setlist Europatournee
- Intro
- Everything Counts
- Now, This Is Fun
- Two Minute Warning
- Shame
- See You
- Get the Balance Right!
- Love, in Itself
- Pipeline
- Big Muff
- The Landscape Is Changing
- And Then...
- Photographic
- Told You So
- New Life
- More Than a Party
- The Meaning of Love
- Just Can’t Get Enough
- Boys Say Go!

### Setlist Ludwigshafen (2. Juni 1984)
- Intro
- Everything Counts
- Now, This Is Fun
- Two Minute Warning
- Shame
- Get the Balance Right!
- People Are People
- And Then...
- Photographic
- Told You So
- New Life
- More Than a Party

## Tourdaten
| Nr.              | Datum              | Stadt               | Land           | Veranstaltungsort                       | Anmerkungen       |
| Leg 1 – Europa   | Leg 1 – Europa     | Leg 1 – Europa      | Leg 1 – Europa | Leg 1 – Europa                          | Leg 1 – Europa    |
| ---------------- | ------------------ | ------------------- | -------------- | --------------------------------------- | ----------------- |
| 1                | 7. September 1983  | Hitchin             | England        | Regal Theatre                           |                   |
| 2                | 9. September 1983  | Dublin              | Irland         | SFX Hall                                |                   |
| 3                | 10. September 1983 | Belfast             | Nordirland     | Ulster Hall                             |                   |
| 4                | 12. September 1983 | Bristol             | England        | Colston Hall                            |                   |
| 5                | 13. September 1983 | Brighton            | England        | The Dome                                |                   |
| 6                | 14. September 1983 | Southampton         | England        | Gaumont Theatre                         |                   |
| 7                | 15. September 1983 | Coventry            | England        | Apollo Theatre                          |                   |
| 8                | 16. September 1983 | Sheffield           | England        | City Hall                               |                   |
| 9                | 18. September 1983 | Aberdeen            | Schottland     | Capitol Theatre                         |                   |
| 10               | 19. September 1983 | Edinburgh           | Schottland     | Playhouse Theatre                       |                   |
| 11               | 20. September 1983 | Glasgow             | Schottland     | Tiffany’s                               |                   |
| 12               | 21. September 1983 | Newcastle upon Tyne | England        | City Hall                               |                   |
| 13               | 23. September 1983 | Liverpool           | England        | Empire Theatre                          |                   |
| 14               | 24. September 1983 | Manchester          | England        | Apollo Theatre                          |                   |
| 15               | 25. September 1983 | Nottingham          | England        | Royal Concert Hall                      |                   |
| 16               | 26. September 1983 | Stoke-on-Trent      | England        | Victoria Hall                           |                   |
| 17               | 28. September 1983 | Birmingham          | England        | Odeon Theatre                           |                   |
| 18               | 30. September 1983 | Cardiff             | Wales          | St David’s Hall                         |                   |
| 19               | 1. Oktober 1983    | Oxford              | England        | New Theatre                             |                   |
| 20               | 3. Oktober 1983    | Portsmouth          | England        | Guildhall                               |                   |
| 21               | 6. Oktober 1983    | London              | England        | Hammersmith Odeon                       |                   |
| 22               | 7. Oktober 1983    | London              | England        | Hammersmith Odeon                       |                   |
| 23               | 8. Oktober 1983    | London              | England        | Hammersmith Odeon                       |                   |
| Leg 2 – Europa   |                    |                     |                |                                         |                   |
| 24               | 1. Dezember 1983   | Stockholm           | Schweden       | Draken                                  |                   |
| 25               | 2. Dezember 1983   | Kopenhagen          | Danemark       | Saga Rockteater                         |                   |
| 26               | 3. Dezember 1983   | Lund                | Schweden       | Akademiska Föreningens Stora Sal        |                   |
| 27               | 5. Dezember 1983   | Antwerpen           | Belgien        | Hof Ter Lo                              |                   |
| 28               | 6. Dezember 1983   | Amsterdam           | Niederlande    | Paradiso                                |                   |
| 29               | 8. Dezember 1983   | Berlin              | Deutschland    | Deutschlandhalle                        |                   |
| 30               | 10. Dezember 1983  | Mannheim            | Deutschland    | Rosengarten                             |                   |
| 31               | 11. Dezember 1983  | Saarbrücken         | Deutschland    | Aula der Universität                    |                   |
| 32               | 12. Dezember 1983  | Sindelfingen        | Deutschland    | Ausstellungshalle                       |                   |
| 33               | 13. Dezember 1983  | Neu-Isenburg        | Deutschland    | Hugenottenhalle                         |                   |
| 34               | 15. Dezember 1983  | Köln                | Deutschland    | Sartory-Saal                            |                   |
| 35               | 16. Dezember 1983  | Düsseldorf          | Deutschland    | Philipshalle                            |                   |
| 36               | 17. Dezember 1983  | Borken              | Deutschland    | Stadthalle Vennehof                     |                   |
| 37               | 19. Dezember 1983  | Münster             | Deutschland    | Halle Münsterland                       |                   |
| 38               | 20. Dezember 1983  | Bremen              | Deutschland    | Stadthalle                              |                   |
| 39               | 21. Dezember 1983  | Hamburg             | Deutschland    | Musikhalle                              |                   |
| 40               | 22. Dezember 1983  | Hamburg             | Deutschland    | Musikhalle                              |                   |
| 41               | 23. Dezember 1983  | Hamburg             | Deutschland    | Musikhalle                              |                   |
| Leg 3 – Europa   |                    |                     |                |                                         |                   |
| 42               | 3. Februar 1984    | Birmingham          | England        | Odeon Theatre                           |                   |
| 43               | 5. März 1984       | Bologna             | Italien        | Teatro Tenda                            |                   |
| 44               | 6. März 1984       | Mailand             | Italien        | Cinema Teatro Orfeo                     |                   |
| 45               | 8. März 1984       | Valencia            | Spanien        | Pacha                                   |                   |
| 46               | 9. März 1984       | Barcelona           | Spanien        | Studio 54                               |                   |
| 47               | 10. März 1984      | Madrid              | Spanien        | Paraninfo de la Universidad Complutense |                   |
| Festivalauftritt |                    |                     |                |                                         |                   |
| 48               | 2. Juni 1984       | Ludwigshafen        | Deutschland    | Südweststadion                          | SWF3 Open Air ’84 |

## Band
- Dave Gahan: Gesang
- Martin Gore: Yamaha DX7, E-mu Systems Emulator, Melodika, Star Instruments Synare III, Metallteile, Hintergrundgesang
- Andrew Fletcher: Oberheim OB-8, Star Instruments Synare III, Metallteile, Hintergrundgesang
- Alan Wilder: Roland Jupiter 8, E-mu Systems Emulator II, Star Instruments Synare III, Metallteile, Hintergrundgesang